# Meskerem Assefa

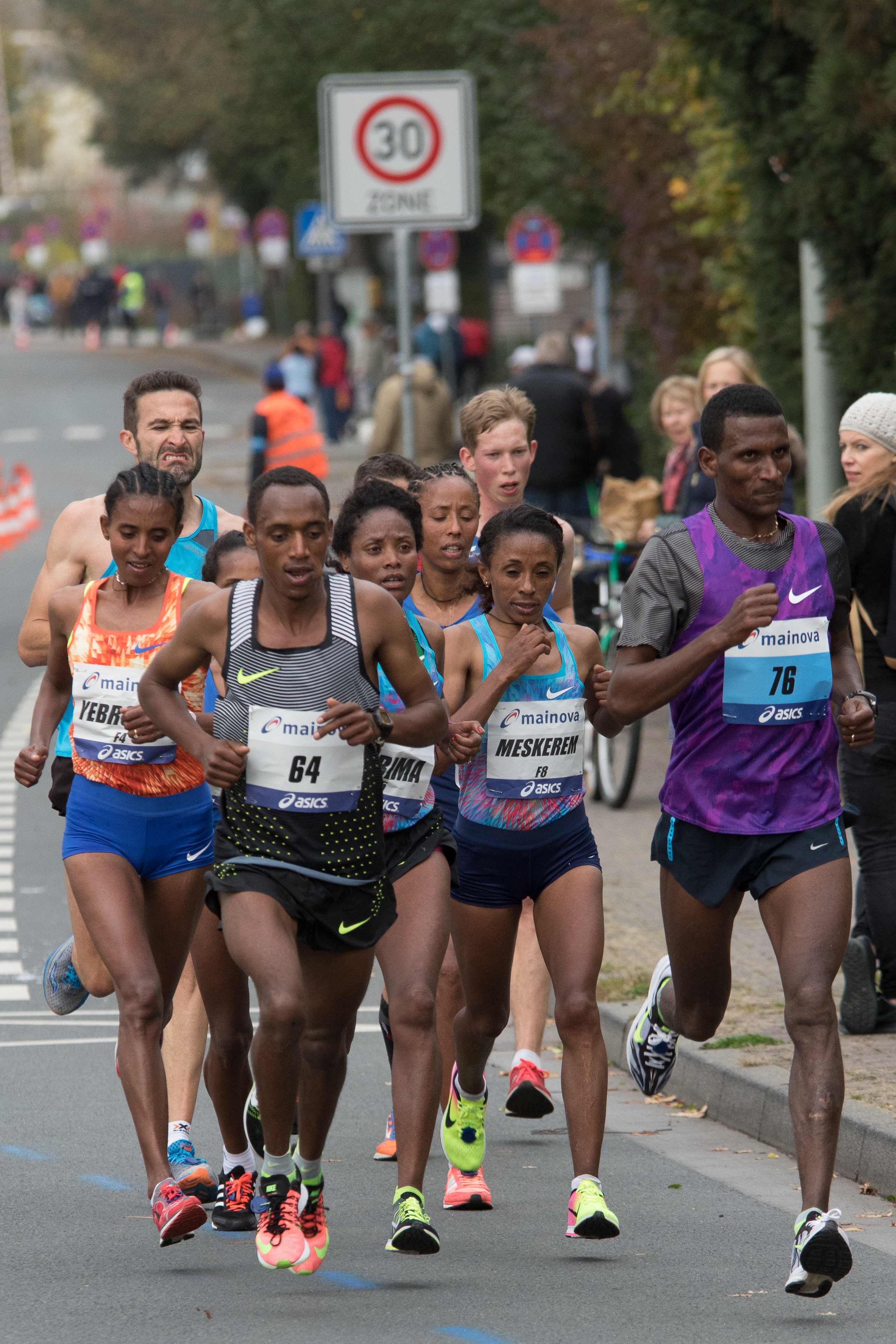
Meskerem Assefa während des Frankfurt-Marathons 2017

Meskerem Assefa Legesse Wondimagegn (amharisch መስከረም ኣሰፋ ለገሰ ወንድምአገኝ; * 20. September 1985 in Robe) ist eine äthiopische Mittelstrecken- und Langstreckenläuferin.
Sie nahm bisher zwei Mal am 1500-Meter-Lauf bei Olympischen Sommerspielen teil, schied aber jedes Mal im Vorlauf aus. Bei den Spielen 2008 in Peking kam sie mit 4:10,04 auf den 10. Platz und 2012 in London landete sie auf den 9. Platz nach 4:15,52 min.
2011 nahm sie an den Leichtathletik-Weltmeisterschaften in Daegu teil, schied aber im Vorlauf aus.
Am 11. Oktober 2015 lief sie den Chicago-Marathon, wofür sie 2:25:11 h benötigte und den 6. Platz belegte. Ihre persönliche Bestzeit von 2:24:18 h erreichte sie im April 2017 in Rotterdam. Im Oktober 2017 wurde sie Dritte beim Frankfurt-Marathon bei starkem Wind.
2018 gewann sie den Nagoya-Marathon in 2:21:45 h und den Frankfurt-Marathon in der Streckenrekordzeit von 2:20:36 h.

## Persönliche Bestzeiten

### Freiluft
- 800 m: 2:01,11 min, 17. Mai 2003, Gresham
- 1500 m: 4:02,12 min, 26. Mai 2011, Rom
- 3000 m: 8:46,37 min, 30. Juni 2009, Villeneuve-d’Ascq
- 10-km-Straßenlauf: 32:31 min, 27. März 2010, Charleston
- Halbmarathon: 1:07:42 h, 17. September 2017, Kopenhagen
- Marathon: 2:20:36 h, 28. Oktober 2018, Frankfurt am Main

### Halle
- 800 m: 2:01,03 min, 14. Februar 2004, Fayetteville
- 1500 m: 4:07,65 min, 14. Februar 2012, Liévin
- 3000 m: 8:53,18 min, 16. Februar 2012, Eaubonne
- 5000 m: 15:03,49 min, 10. Februar 2010, Stockholm